# Fungulus antarcticus
Fungulus antarcticus är en sjöpungsart som beskrevs av William Abbott Herdman 1912. Fungulus antarcticus ingår i släktet Fungulus och familjen kulsjöpungar.
Artens utbredningsområde är Södra Ishavet. Inga underarter finns listade i Catalogue of Life.